# Drugi rząd Wima Koka

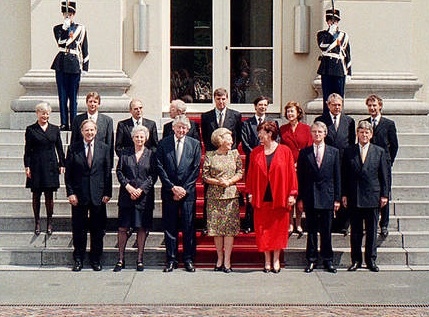
Ministrowie wraz z królową Beatrycze

Drugi rząd Wima Koka (niderl. Kabinet-Kok II) – rząd Holandii urzędujący od 3 sierpnia 1998 do 22 lipca 2002, powołany przez koalicję, którą tworzyły Partia Pracy (PvdA), Partia Ludowa na rzecz Wolności i Demokracji (VVD) i Demokraci 66 (D66).
Rząd powstał po wyborach w 1998, w których ponownie zwyciężyła PvdA. Ugrupowania współtworzące od 1994 pierwszy gabinet Wima Koka zdecydowały się na odnowienie koalicji. Jeszcze w trakcie pierwszego rządu (w lipcu 1995) doszło do masowych egzekucji muzułmanów w Srebrenicy w Bośni. W kwietniu 2002 Holenderski Instytut Dokumentacji Wojny (NIOD) opublikował raport, w którym obarczył rząd Holandii oraz ONZ współodpowiedzialnością za to, że nie pojęły wystarczających działań, by zapobiec masakrze w Srebrenicy, którą chroniło wówczas 200 holenderskich żołnierzy w ramach oddziałów ONZ. 16 kwietnia 2002, kilka dni po publikacji tego dokumentu, Wim Kok podał się do dymisji, przyjmując w tej kwestii polityczną odpowiedzialność. Wybory w 2002 wygrał opozycyjny Apel Chrześcijańsko-Demokratyczny, a 22 lipca 2002 nowym premierem został chadek Jan Peter Balkenende.

## Skład rządu

### Ministrowie
- Premier: Wim Kok (PvdA)
- Wicepremier, minister gospodarki: Annemarie Jorritsma (VVD)
- Wicepremier, minister zdrowia, opieki społecznej i sportu: Els Borst (D66)
- Minister spraw wewnętrznych: Bram Peper (PvdA, do 13 marca 2000), Klaas de Vries (PvdA, od 24 marca 2000[3])
- Minister spraw zagranicznych: Jozias van Aartsen (VVD)
- Minister finansów: Gerrit Zalm (VVD)
- Minister sprawiedliwości: Benk Korthals (VVD)
- Minister obrony: Frank de Grave (VVD)
- Minister edukacji, kultury i nauki: Loek Hermans (VVD)
- Minister transportu i gospodarki wodnej: Tineke Netelenbos (PvdA)
- Minister rolnictwa: Haijo Apotheker (D66, do 7 czerwca 1999), Laurens Jan Brinkhorst (D66, od 7 czerwca 1999)
- Minister spraw społecznych i zatrudnienia: Klaas de Vries (PvdA, do 24 marca 2000), Willem Vermeend (PvdA, od 24 marca 2000)
- Minister mieszkalnictwa, planowania przestrzennego i środowiska: Jan Pronk (PvdA)
- Minister bez teki ds. urbanizacji i integracji: Roger van Boxtel (D66)
- Minister bez teki ds. rozwoju międzynarodowego: Eveline Herfkens (PvdA)

### Sekretarze stanu
- W resorcie spraw wewnętrznych: Gijs de Vries (VVD)
- W resorcie spraw zagranicznych: Dick Benschop (PvdA)
- W resorcie finansów: Willem Vermeend (PvdA, do 24 marca 2000), Wouter Bos (PvdA, od 24 marca 2000)
- W resorcie sprawiedliwości: Job Cohen (PvdA, do 1 stycznia 2001), Ella Kalsbeek (PvdA, od 1 stycznia 2001)
- W resorcie gospodarki: Gerrit Ybema (D66)
- W resorcie obrony: Henk van Hoof (VVD)
- W resorcie zdrowia, opieki społecznej i sportu: Margo Vliegenthart (PvdA)
- W resorcie edukacji, kultury i nauki: Karin Adelmund (PvdA), Rick van der Ploeg (PvdA)
- W resorcie transportu i gospodarki wodnej: Monique de Vries (VVD)
- W resorcie rolnictwa: Geke Faber (PvdA)
- W resorcie spraw społecznych i zatrudnienia: Hans Hoogervorst (VVD), Annelies Verstand (D66)
- W resorcie mieszkalnictwa, planowania przestrzennego i środowiska: Johan Remkes (VVD)